# Abacetus cordatus
Abacetus cordatus là một loài bọ chân chạy thuộc phân họ Pterostichinae. Loài này được Pierre François Marie Auguste Dejean mô tả lần đầu năm 1831.